# 2016年リオデジャネイロパラリンピックのボツワナ選手団
リ2016年オデジャネイロパラリンピックのボツワナ選手団（2016ねんリオデジャネイロパラリンピックのボツワナせんしゅだん）は、2016年9月7日から9月18日までブラジルのリオデジャネイロで開催された2016年リオデジャネイロパラリンピックボツワナ選手団の名簿。

## 選手団
- 人員: 選手 1人
- 開会式旗手: カートラレツェ・マボテ

## 種目別選手・スタッフ名簿及び成績

### 陸上競技
- カートラレツェ・マボテ（男子400m T12 視覚）51秒33 自己ベスト 予選敗退